# Insense
Insense – norweski zespół grający techniczny hardcore/metalcore pochodzący z miasta Ski.
Zespół został założony przez gitarzystę Tommy’ego Hjelma i perkusistę Håvarda Iversena w 1999 roku. W 2002 roku ukazał się ich debiutancki album i pojechali w trasę koncertową po Norwegii. W 2003 roku zespół wyjechał na dwa tygodnie na tournée po Europie. Po tym wydarzeniu Håvard Iversen i wokalista Eigil Dragvik postanowili opuścić zespół. Iversen został zastąpiony przez Trulsa Haugena, a Tommy Hjelm przejął wokal.
W 2005 roku ukazał się ich drugi album – Soothing Torture, wydany w Norwegii przez rodzimą wytwórnię Black Balloon, a za granicą przez Candlelight Records.
Niedługo po wydaniu albumu, basista Ruud zdecydował się na opuszczenie zespołu, jego miejsce zajął Ola S. Hana. Wkrótce po tym zespół ruszył w europejską trasę koncertową, a następnie zaczęli nagrywać swój trzeci album – The Silent Epidemic, który został wydany w roku 2007.
W roku 2011 ukazał się ich najnowszy album – Burn In Beautiful Fire.

## Dyskografia
- Insense (2002, This Dark Reign)
- Soothing Torture (2005, Black Balloon Records / Candlelight Records)
- The Silent Epidemic (2007, Black Balloon Records)
- Burn In Beautiful Fire (2011, Indie Recordings)

## Nagrody i wyróżnienia
| Rok  | Kategoria                      | Nagroda                | Uwagi     |
| ---- | ------------------------------ | ---------------------- | --------- |
| 2012 | Metal (Burn In Beautiful Fire) | Spellemannprisen, 2011 | Nominacja |